# Partit Comunista de Canàries
Partit Comunista de Canàries (PCC) és una organització de Canàries federada al Partit Comunista d'Espanya. Va ser fundat en 1933 en l'illa de La Palma per José Miguel Pérez, qui anys enrere també fos un dels fundadors del Partit Comunista de Cuba i la seva primer secretari General. El seu referent juvenil és la Joventut Comunista UJCE. La seva seu es troba a Santa Cruz de Tenerife.
En l'actualitat el PCC està integrat a Izquierda Unida Canaria. Va existir també el Partit Comunista Canari (provisional) o PCC(p), una de les escissions del VIII Congrés del PCE, i que formaria part de la Unión del Pueblo Canario.